# Fetlar
Fetlar (40 km² ca.) è un'isola sul Mare del Nord della Scozia nord-orientale, facente parte dell'arcipelago delle Isole Shetland. È la quarta isola più estesa dell'arcipelago e fa parte, insieme a Yell ed Unst, del gruppo delle isole settentrionali; conta una popolazione di circa 80 abitanti.
Principale centro dell'isola è Houbie.
È definita il "giardino" della Scozia.

## Etimologia
Il toponimo Fetlar deriva dall'antico nordico e significa forse "isola grassa/ricca/prosperosa", in riferimento alla ricchezza in campo agricolo dell'isola.

## Geografia

### Collocazione
Fetlar si trova ad est dell'isola di Yell e a sud dell'isola di Unst.

### Dimensioni
L'isola misura circa 6 x 5 miglia.

### Territorio
Il territorio dell'isola si caratterizza per la presenza di numerosi pascoli verdi.

## Storia
I primi insediamenti sull'isola risalgono almeno all'Età della Pietra o all'Età del Bronzo: ne è prova la Finnigert Dyke, una muraglia che tagliava l'isola in due da nord a sud.
Così, quando arrivarono i Vichinghi, progenitori degli attuali abitanti dell'isola, Fetlar apparì loro come quasi come due isole ben distinte. Secondo gli abitanti dell'isola, la località di Gruting sarebbe da considerare il primo insediamento nordico nelle isole Shetland (così come lo sarebbe Haroldswick per gli abitanti di Unst)
Fetlar conobbe un incremento demografico nella metà del XIX secolo (nel 1841 aveva 961 abitanti), ma un successivo decremento nel cinquantennio successivo, quando il proprietario dell'isola, Sir Thomas Nicholson fece sgomberare 30 insediamenti urbani per lasciar posto ai pascoli per le pecore. Così, nel 1891, la popolazione era già scesa a 363 abitanti.

## Fauna
Fetlar è frequentata dagli amanti del birdwatching: vi si trova anche una riserva della RSPB.
Sull'isola si possono ammirare, tra l'altro, specie rare quali il falaropo dal collo rosso e il gufo delle nevi.

## Luoghi d'interesse

### Tresta e Fetlar Kirk
Tra i luoghi d'interesse dell'isola, vi è la spiaggia di Tresta.
Nella spiaggia si erge la Fetlar Kirk, una chiesetta costruita nel 1790.

## Trasporti
L'isola è raggiungibile in traghetto da Aberdeen.
L'isola è inoltre dotata di un aeroporto., che garantisce collegamenti quotidiani con Aberdeen, Edimburgo, Glasgow ed Inverness.